# Тайлер, Летиция
Летиция Кристиан Тайлер (англ. Letitia Christian Tyler; 12 ноября 1790 — 10 сентября 1842) — первая жена президента Джона Тайлера и Первая леди США в 1841 году и до самой смерти.

## Биография
Летиция выросла на ранчо в Виргинии. Она не получила никакого официального образования, но быстро научилась управлять плантацией и растить детей. В 1808 году она встретила Джона Тайлера. Они поженились 29 марта 1813 года в Сидар-Гров. У них было восемь детей. Дочь Анна умерла в младенчестве, двое умерли в возрасте 27 лет, один в 33 года. Сын Джон сделал политическую карьеру в Вашингтоне.
Она всё время находилась дома с детьми и только один раз в течение зимы жила в Вашингтоне.
В 1839 году она перенесла инсульт, после чего передвигалась только в инвалидной коляске. После инсульта она не смогла выполнять обязанности первой леди, поэтому жена сына Роберта, Присцилла Тайлер, взяла на себя обязанности Первой леди в возрасте 24 лет.

### Дети
У них было пять дочерей и три сына
- Мэри Тайлер-Джонс (1815—1848)
- Джон Тайлер, III (1819—1896)
- Роберт Тайлер[англ.] (1816—1877)
- Летиция Тайлер-Семпл (1821—1907)
- Элизабет Тайлер-Уоллер (1823—1850)
- Анна Тайлер (1825—1825)
- Алиса Тайлер-Денисон (1827—1854)
- Тазуэлл Тайлер (1830—1874)

## Смерть
Она скончалась вечером 10 сентября 1842 года в кругу своей семьи. Похоронена на ранчо, где родилась.
В честь Летиции Тайлер на острове Мэн была выпущена почтовая марка с её портретом.